# Уоллес, Бен (баскетболист)
Бен Кэйми Уоллес (англ. Ben Camey Wallace; родился 10 сентября 1974 года в Уайт-Холле, штат Алабама, США) — американский профессиональный баскетболист, завершивший карьеру в 2012 году. Носит прозвища «Биг-Бен» и «Тело», играл на позициях центрового и тяжёлого форварда. Четыре раза (2002, 2003, 2005, 2006) признавался лучшим игроком обороны НБА, повторив достижение Дикембе Мутомбо, и считался одним из сильнейших игроков обороны в НБА 2000-х годов. Наибольших успехов Уоллес добился, выступая за «Детройт Пистонс», выиграв с этой командой чемпионское звание в сезоне 2003/2004 года. Член баскетбольного зала славы с 2021 года.

## Ранние годы
Бен Уоллес родился в небогатой семье, был десятым из одиннадцати детей и восьмым и младшим из сыновей. Вместе со старшими братьями Бен в детстве подрабатывал на пекановой ферме; другим источником заработка была упаковка сена в тюки. Одним из любимых видов досуга в семье Уоллесов и в округе был баскетбол, и игры три на три проходили рядом с домом Уоллесов, где на стене было укреплено кольцо из старого велосипедного обода. Поскольку Бен был самым младшим среди братьев, с ним не часто делились мячом, поэтому ему приходилось постоянно за него бороться, чтобы поиграть. В интервью журналу Sports Illustrated он рассказывал: «Если я хотел получить мяч, то сперва я должен был его перехватить, подобрать на отскоке от кольца или догнать уходящим в аут».
В центральной средней школе города Хейнвилля Уоллес активно занимался спортом и входил в сборные штата по баскетболу, американскому футболу и бейсболу, а также выступал за школьную команду по лёгкой атлетике. В 1991 году Уоллес узнал, что в Алабаме, всего в 60 милях от его дома, устраивают юношеский баскетбольный лагерь, где с ребятами занимался известный баскетболист Чарльз Окли, выступавший за «Чикаго Буллз» и «Нью-Йорк Никс». Чтобы накопить 50 долларов, необходимых для зачисления в лагерь, Уоллес делал всем желающим причёски за три доллара. В лагере Окли был впечатлён стремлением молодого игрока использовать свой потенциал в полную меру и его боевым духом.
Благодаря помощи Окли Уоллес начал игровую карьеру в университетском баскетболе. Первоначально он принял приглашение Обернского университета, баскетбольная сборная которого играла в первом дивизионе Национальной ассоциации студенческого спорта (NCAA), но вскоре выяснилось, что там его рассматривают только как игрока в американский футбол, что Уоллеса не устраивало. В 1992 году он поступил в местный колледж Кайахоги в Кливленде (штат Огайо). Хотя полная статистика выступлений Уоллеса за команду этого колледжа не сохранилась, известно, что во второй год выступления в местной команде Бен в среднем за игру делал 17 подборов и 7 блок-шотов, в атаке набирая по 24 очка; этот год, однако, он так и не закончил, бросив учёбу, но ему на помощь снова пришёл Окли. Он дал Уоллесу рекомендации к Дейву Роббинсу — тренеру баскетбольной сборной Университета Вирджиния Юнион, где прежде учился сам. Местные «Пантеры» выступали во втором дивизионе Национальной ассоциации студенческого спорта. В этой команде Уоллес тоже успешно играл в нападении, в первый сезон набирая в среднем по 14,4, а во второй по 12,5 очка за игру, помог команде выйти в финал четырёх чемпионата и был включён в символическую сборную второго дивизиона, завоевав также звание его самого полезного игрока. В 1996 году Уоллес окончил университет, где его основным предметом было уголовное судопроизводство.
Несмотря на его успехи в студенческом баскетболе, на драфте 1996 года клубы НБА интереса к Уоллесу не проявили. Его плохо знали скауты профессиональных команд, к тому же его рост был несколько ниже типичного для позиции центрового, на которой он играл. Приняв участие в тренировочном лагере «Бостон Селтикс», он не сумел произвести впечатления на тренеров и подписать контракт с этим клубом. Не найдя других вариантов, Уоллес уехал в Италию, где около месяца играл за команду города Реджо-ди-Калабрия «Виола».

## Карьера в НБА

### Вашингтон
2 октября 1996 года Уоллес всё-таки попал в НБА, подписав как свободный агент контракт с клубом «Вашингтон Буллитс» (через год команда сменила название на «Вашингтон Уизардс»). Невысокий для позиции центрового баскетболист привлёк своей игрой внимание генерального менеджера «Буллитс» Уэса Анселда, который сам в годы выступлений в НБА, играя в аналогичном амплуа, сталкивался с теми же трудностями при росте 201 см, но Уоллес согласился вернуться из Италии не раньше, чем ему пообещали, что он будет играть как минимум в качестве тяжёлого форварда — опыт в качестве лёгкого форварда в «Селтикс» ему категорически не понравился. В дебютном сезоне Уоллес принял участие всего в 34 играх Вашингтона, в среднем проводя на площадке около 6 минут, но успел обзавестись пышной причёской афро в стиле Джимми Хендрикса, выращенной на пари с товарищами по команде Крисом Уэббером и Дарвином Хэмом. Впоследствии эта причёска станет одной из неотъемлемых черт облика Уоллеса.
В следующем сезоне карьера Уоллеса «пошла в гору». Он всё ещё не был основным игроком команды, но стал проводить на площадке гораздо больше времени, а в феврале 1998 года выдал серию блестящих игр. Для самого Бена такие результаты стали неожиданными, сам он так говорил об этом периоде: «Я знал, что могу играть на таком уровне, но не знал, что это наступит так скоро». Сезон, правда, был омрачён тем, что у Уоллеса украли его внедорожник Chevrolet Tahoe, оснащённый по последнему слову техники, который он купил сразу после подписания контракта с «Уизардс». В укороченном из-за локаута сезоне 1998/1999 уход Уэббера в «Сакраменто Кингс» и травма тяжёлого форварда Джувана Ховарда помогли Уоллесу выдвинуться на лидирующие позиции в «Вашингтоне»: по сравнению с менее чем 17 минутами на площадке в сезоне 1997/1998, теперь он играл в среднем по 26 минут за матч, делая по 8,3 подбора и 1,1 блока. В последний месяц сезона он в среднем набирал больше десяти очков и десяти подборов за матч.

### Орландо
В 1999 году стремительно прогрессирующего Уоллеса вместе с Тимом Леглером, Терри Дэвисом и Джеффом Макайннисом обменяли в «Орландо Мэджик» на Айка Остина. В Орландо, под руководством тренера Дока Риверса, Бен стал игроком стартовой пятёрки и выходил на площадку с первых минут в 81 игре, в среднем за матч проводя на площадке по 24 минуты. Этот показатель примечателен тем, что бо́льшую часть сезона Уоллес страдал от остеофита и был вынужден носить гипс между играми, а к концу сезона у него возникли серьёзные проблемы с правой кистью. По подборам (8,2 в среднем за игру) он по итогам сезона вошёл в двадцатку лучших в НБА. Кроме того, он входил в шестёрку лучших игроков НБА по эффективности за минуту игры и в первую десятку по количеству побед на 48 игровых минут. Имея довольно средний по меркам НБА состав, «Мэджик» выступили в сезоне 1999/2000 неудачно, заняв лишь 4-е место в Атлантическом дивизионе и не попав в плей-офф.
3 августа 2000 года Бена вместе с Чаком Эткинсом, который стал за этот сезон его близким другом, обменяли в «Детройт Пистонс» на главную звезду мичиганского клуба Гранта Хилла; хотя предполагалось, что Хилл переедет в Орландо как свободный агент, он предварительно продлил контракт с «Пистонс». Эта сделка позволила самому Хиллу получить гораздо более выгодный контракт, а команде из Детройта компенсировать потерю её главной звезды ведущего игрока (в среднем забивавшего 26 очков, делавшего 5 подборов и 6 результативных передач за матч).

### Детройт
Контракт Уоллеса в «Пистонс» был рассчитан на шесть лет, в течение которых он должен был заработать 30 миллионов долларов. В Детройте Уоллес вышел на новый уровень игры, его показатели игры как в атаке, так и в защите значительно улучшились. Своей игрой он заслужил любовь болельщиков, став самым популярным игроком команды начала 2000-х годов. Болельщики приходили на домашние игры «Пистонс» в париках, имитирующих фирменную причёску Бена в стиле афро. Обычно с этой причёской он выходил лишь на домашние игры «Пистонс», предпочитая на выездные заплетать свои волосы в африканские косы. Футболки с его портретом хорошо продавались даже за пределами Детройта. Когда Уоллес на домашней площадке в Детройте забрасывал мяч в корзину, раздавался звук гонга, что символизировало бой часов Биг-Бена, как прозвали Уоллеса болельщики.
В Детройте Уоллес стал не только любимцем болельщиков, но и звездой НБА. Особенно удавалась ему игра в обороне, и он четырежды признавался по итогам сезона лучшим оборонительным игроком НБА в сезонах 2001/2002, 2002/2003, 2004/2005 и 2005/2006. При этом даже в единственный сезон на протяжении пяти лет с 2002 по 2006 год, когда ему не досталась эта награда, в 2003/2004, Уоллес по ряду комбинированных статистических показателей превосходил игрока, который её получил — Рона Артеста. В сезонах 2001/2002 и 2002/2003 он становился лучшим в лиге по подборам и блок-шотам.
В 2002 году, завоевав свой первый титул лучшего оборонительного игрока НБА, Уоллес был включён в национальную сборную США для участия в чемпионате мира. Однако именно эта команда показала один из самых провальных результатов в истории американского баскетбола и впервые с момента, когда в крупнейшие международные соревнования были допущены профессионалы НБА, осталась без медалей. На групповом этапе в индианаполисском спорткомплексе «Консеко Филлхаус» американцы уступили не представленной ни одним игроком НБА сборной Аргентины, которая подобрала ключ к их защите, строившейся вокруг Уоллеса, за счёт постоянного перемещения мяча. Это было первое поражение сборной США после 58 побед подряд, а за ним последовали поражения от сербов и испанцев в стыковых матчах.
Больше Уоллес в сборной США не играл, но в НБА его карьера продолжалась. В 2003 году болельщики проголосовали за участие Уоллеса в матче всех звёзд НБА в качестве центрового в стартовой пятёрке Восточной конференции. Он стал первым игроком в истории, которому удалось, не будучи выбранным на драфте, оказаться в стартовой пятёрке матча всех звёзд. Бен Уоллес вместе с Чонси Биллапсом был капитаном «Пистонс» в победном для команды чемпионате 2004 года и окончил этот сезон как единственный игрок НБА, попавший в десятки лучших одновременно по подборам (2-е место), блок-шотам (2-е) и перехватам (7-е). За этот год он 34 раза набирал за игру по 10 и больше очков и 10 и больше подборов, что стало лучшим результатом в его карьере.

Уоллес ставит блок-шот Шакилу О’Нилу

Старт следующего сезона оказался для Уоллеса омрачён дисквалификацией. 21 ноября 2004 года он был дисквалифицирован на 6 игр комиссаром Дэвидом Стерном за своё участие в массовой драке на домашней арене «Пистонс», The Palace of Auburn Hills, двумя днями раньше. После того, как Рон Артест, выступающий за команду «Индиана Пэйсерс», нарушил правила, Уоллес в ответ его грубо толкнул. Игра была остановлена, игроки обеих команд обменивались оскорблениями, а затем Уоллес швырнул в Артеста, лежавшего на судейском столе наручной повязкой, а один из местных болельщиков бросил в голову Артеста стакан с «Кока-колой». После этого началась массовая драка с участием игроков «Пистонс», «Пэйсерс» и детройтских болельщиков, получившая в прессе название «Злоба во дворце» (англ. Malice in the Palace; название домашней площадки «Пистонс» переводится как «Дворец на Оберн-Хиллз»), по итогам которой многие игроки обеих команд были дисквалифицированы на разные сроки. Несмотря на санкции, «Пистонс» во второй раз подряд выиграли плей-офф Восточной конференции и вышли в финал чемпионата НБА, но там в семи матчах уступили чемпионам 2003 года «Сан-Антонио Спёрс». Сам Уоллес, однако, опять закончил сезон как лучший игрок обороны в НБА, став вторым в лиге по подборам и пятым по блок-шотам, а в марте 2005 года, в середине своего пятого сезона в «Детройте», побил рекорд клуба по блок-шотам. Этот сезон стал для него также рекордным по количеству набираемых за матч очков (9,7).
1 июля 2006 года в третьей четверти пятой игры финала Восточной конференции между «Майами Хит» и «Пистонс» Бен Уоллес блокировал атаку Шакила О’Нила на кольцо с такой силой, что тот повалился на пол. После этого детройтская команда позволила «Майами» забросить лишь 13 очков за всю последнюю четверть игры и сократила разрыв в серии до одного матча, но уже следующую встречу проиграла, не сумев попасть в финал лиги в третий раз подряд. Уоллес позже винил в неудаче смену приоритетов в игре команды при новом тренере «Пистонс» Флипе Сондерсе: Сондерс делал акцент на атаке в отличие от предыдущего тренера, Ларри Брауна, и по мнению Уоллеса это расшатало командную дисциплину.
После сезона 2005/2006 Уоллес, став свободным агентом, расстался с «Пистонс». Джо Думарс, генеральный менеджер «Детройта», подчёркивал, что сохранить Бена Уоллеса в команде представляет для него высший приоритет, и чтобы удержать свою главную звезду, «Пистонс» были готовы предложить ему 49,6 млн долларов за новый четырёхлетний контракт. Это сделало бы его самым высокооплачиваемым игроком клуба (на 100 тысяч в год больше, чем у Рашида Уоллеса). Однако Биг-Бен назвал назвал это предложение разочаровывающим и предпочёл заключить контракт с «Чикаго Буллз» на сумму за четыре года.

### Чикаго
Контракт с чикагской командой был подписан 13 июля 2006 года, и ещё до начала нового сезона игроки «Буллз» избрали Уоллеса капитаном. К полученному в Детройте прозвищу «Биг-Бен» добавилось новое — «Тело», связанное с тем, что фотография Уоллеса появилась на обложке журнала о фитнесе. 25 ноября в Нью-Йорке Уоллес вышел на игру против местных «Никс» с повязкой на голове, несмотря на введённый в «Чикаго» запрет на такие повязки. Главный тренер «Буллз» Скотт Скайлз снял его с игры и вернул на площадку лишь тогда, когда игрок снял повязку. Однако на вторую половину игры он вновь вышел в повязке и вновь оказался на скамейке запасных. Через несколько дней Уоллес дал интервью, в котором сказал, что знал о запрете на головные повязки: «Если вы знаете правила и нарушаете их, вы должны быть готовы к наказанию… Я взрослый мужчина и готов понести наказание. Но я не жалею».
Этот эпизод стал для «Чикаго Буллз» переломным: команда начала сезон крайне неудачно, излишне полагаясь на Уоллеса в обороне и проиграв 9 из первых 12 матчей, но встречу, в которой произошло противостояние Уоллеса и тренера, «Буллз» выиграли и к началу января уже имели баланс побед и поражений 19-13. По итогам сезона 2006/2007 «Буллз» заняли третье место в Центральном дивизионе (после «Кливленда» и «Детройта») и пятое место в Восточной конференции, позволившее им выйти в плей-офф. В первом раунде легко были пройдены действующие чемпионы «Майами Хит» (4-0), но в полуфинале конференции дорогу чикагцам преградил бывший клуб Уоллеса, «Детройт Пистонс» (2-4). Для Уоллеса показатели этого сезона стали заметным шагом назад по сравнению с выступлениями в «Пистонс», но ему всё же удалось провести несколько выдающихся игр. Среди таких игр были матч против «Милуоки Бакс» в декабре 2006 года, в котором Уоллес сделал 27 подборов — лучший результат в лиге с 2002 года, когда он же сделал 28 подборов в одном из матчей «Детройта»; и встреча в феврале 2007 года с «Кавальерс» в Кливленде, когда его пять блоков за первую половину матча помогли «Чикаго» ограничить хозяев площадки 31 очком за тайм.

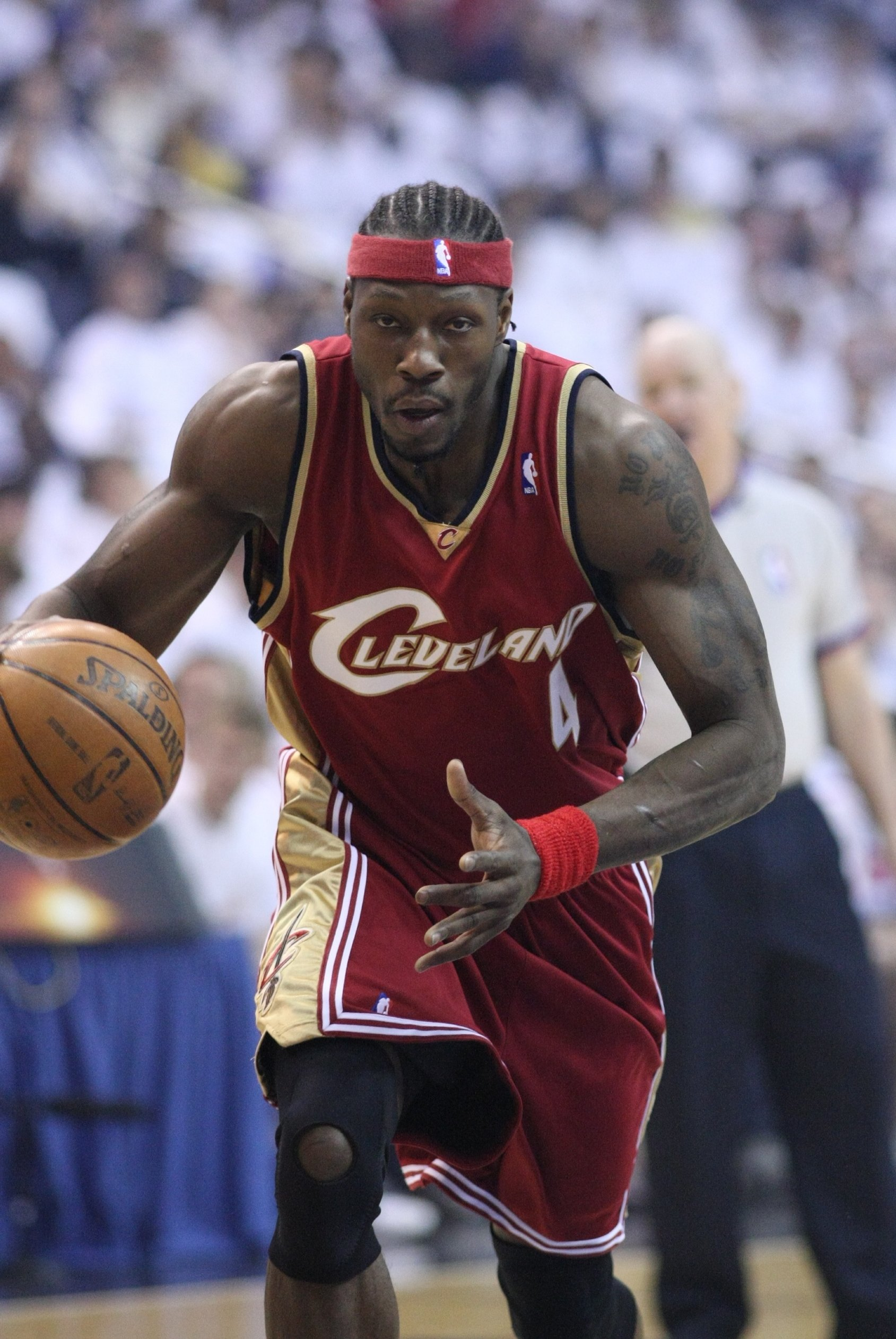
Бен Уоллес в игре за «Кливленд Кавальерс». 27 апреля 2008 года

За полтора сезона в «Чикаго Буллз» Уоллес не показывал своего уровня времён Детройта. В среднем в игре за клуб он набирал 5,9 очков, делал 9,9 подборов и 2,2 блок-шота, что ниже его среднего карьерного показателя. Во втором сезоне он пропустил много игр из-за травмы колена и в итоге покинул Чикаго.

### Кливленд
21 февраля 2008 года в результате соглашения между «Чикаго Буллз», «Кливленд Кавальерс» и «Сиэтл Суперсоникс» Уоллес стал игроком «Кавс» (всего в рамках этой комплексной сделки из клуба в клуб перешли 11 игроков). Уступив своё привычное место центрового Жидрунасу Илгаускасу, в «Кливленде» он стал играть на позиции тяжёлого форварда, на которой выступал в свои первые годы в НБА. Уоллес проводил на площадке меньше времени, чем во время выступлений за «Пистонс» и «Буллз», и показатели его со сменой позиции заметно ухудшились, однако он всё равно был игроком стартовой пятёрки и помог команде выйти во второй раунд плей-офф, где «Кавс» в упорной борьбе (3-4) уступили будущему чемпиону, «Бостон Селтикс».
В сезоне 2008/2009 Уоллес был самым высокооплачиваемым игроком «Кливленда» — его годовая зарплата в 14,5 млн долларов была примерно на 100 тысяч выше, чем у лидера команды, Леброна Джеймса. Хотя статистически этот сезон стал худшим для Бена за последние десять лет (лишь 6,5 подборов и 1,3 блок-шота за игру), он помог кливлендской команде занять первое место в Восточной конференции и получить лучшую разницу побед и поражений в лиге (в марте установив новый рекорд клуба по количеству побед за сезон). В первой половине сезона Уоллес оставался лучшим игроком в обороне «Кливленда», но 26 февраля 2009 года в матче против «Хьюстон Рокетс» после верховой борьбы против Яо Мина неудачно приземлился на паркет и сломал малоберцовую кость правой ноги. Эта травма была у него самой серьёзной в сезоне, но не единственной, и вместе с порезом правого предплечья, ушибом колена и растяжением связки надколенника стоила ему 25 пропущенных матчей. Вернувшись в апреле 2009 года, он стал регулярно выходить на площадку со скамейки запасных и во всех 14 матчах серии плей-офф 2009 года, сыгранных «Кавальерс», был сменщиком Андерсона Варежао, набирая по 2,7 подбора за 12 минут игрового времени.
После поражения «Кавальерс» в финале Восточной конференции Уоллес заявил, что из-за травм, ухудшения результативности и потери страсти к игре он подумывает об уходе из профессионального баскетбола. Срок его контракта истекал летом 2010 года, до его окончания Бен должен был получить зарплаты на 14 миллионов долларов.

### Возвращение в Детройт

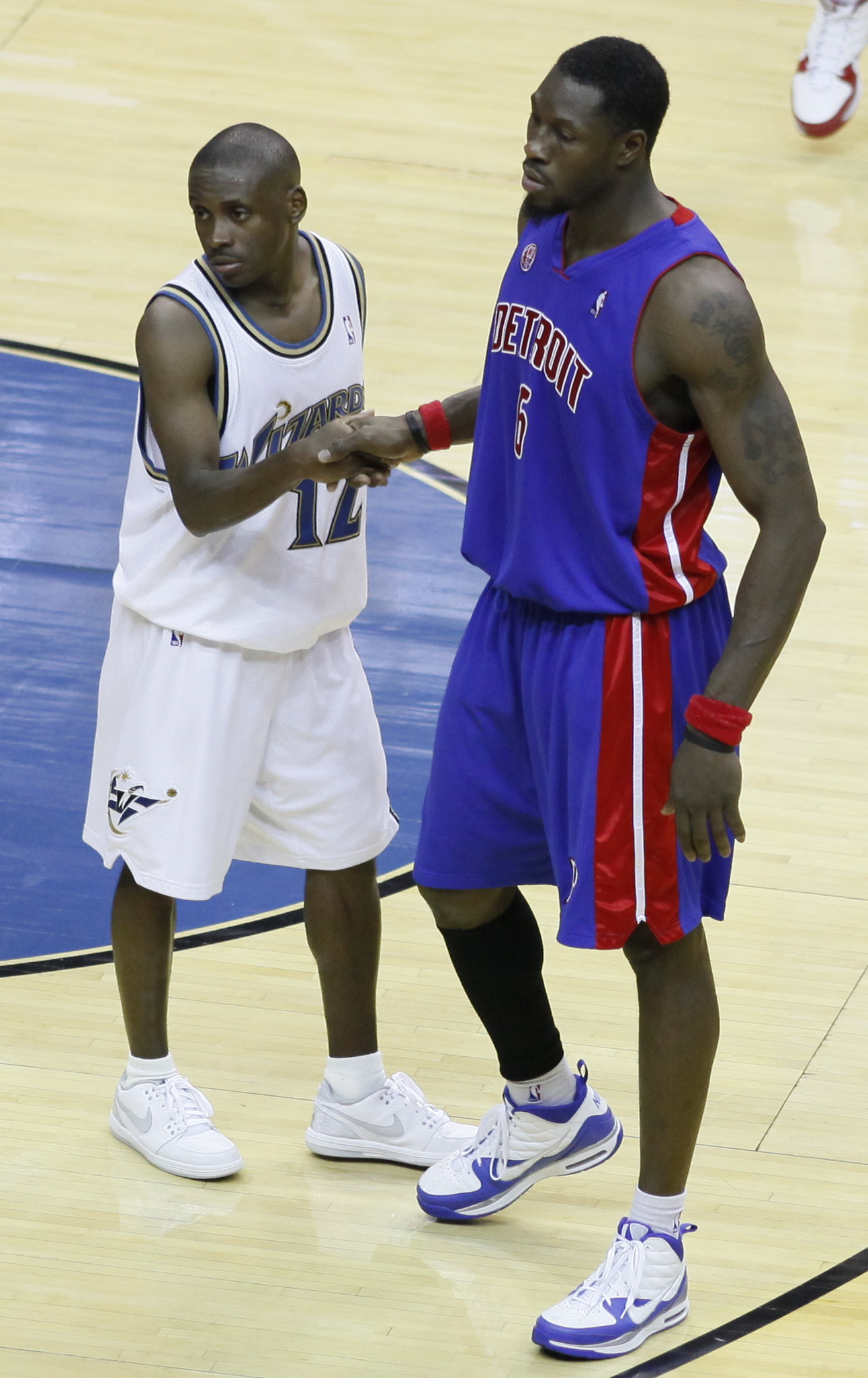
Бен Уоллес после возвращения в «Детройт»

25 июня 2009 года «Кавальерс» обменяли Уоллеса вместе с Сашей Павловичем, правом выбора под 46-м номером на драфте 2009 года и денежной компенсацией в «Финикс Санз» на Шакила О’Нила. «Кливленду» эта сделка позволила укрепить переднюю линию, слабость которой стала главной причиной поражения в финале Восточной конференции 2009 года от «Орландо Мэджик» с их мощным центровым Дуайтом Ховардом. «Финиксу» этот обмен позволил сократить затраты на зарплату игрокам. Вскоре «Санз» выкупили контракт Уоллеса, выплатив ему 10 миллионов долларов; ещё от четырёх миллионов, полагавшихся ему по контракту, баскетболист отказался за право снова стать свободным агентом. В начале августа 2009 года Бен вернулся в «Детройт Пистонс», подписав с командой контракт на один год, за который он должен был получить лишь 1,3 миллиона долларов. В «Пистонс» Уоллес вновь вернулся в стартовую пятёрку, в сезоне 2009/2010 выходя в её составе на площадку в 67 играх из 69, в которых принял участие. В среднем за игру он набирал 5,5 очка, делал 8,7 подбора, 1,2 блок-шота и 1,3 перехвата.
В августе 2010 года 35-летний Уоллес подписал с «Пистонс» новый контракт на два года с зарплатой 1,9 млн долларов за сезон. Он отыграл за этот клуб до конца сезона 2011/2012, после которого завершил игровую карьеру. В сезоне 2010/2011 Уоллес стал одним из четырёх игроков, проведших свой тысячный матч в НБА, а также сделал свой десятитысячный подбор. Проведя в составе «Детройта» в феврале 2012 года свой 1055-й матч в НБА, он побил рекорд лиги по числу игр среди игроков, не выбранных в драфте.

## Характеристика игрока
Уоллес, игравший на позиции центрового, был известен своей полезной игрой в защите. За пятилетний период с 2001 по 2006 год он четыре раза признавался лучшим оборонительным игроком НБА — результат, которого до него добивался только Дикембе Мутомбо. Джо Думарс, президент по баскетбольным операциям «Детройт Пистонс», отмечал, что Уоллес успешно играет в обороне против игроков всех амплуа — от центровых до разыгрывающих защитников, в то время как другие известные специалисты по обороне, в том числе Хаким Оладжьювон и Дикембе Мутомбо, опекали только центровых. При этом физические данные Уоллеса (рост 206 см, причём по словам самого игрока даже эта цифра завышена, и вес 109 кг) ниже среднего уровня для типичных центровых и больше подходят для тяжёлого форварда; на сайте «Чикаго Буллз» его называют «тяжёлым форвардом, переодетым в центрового». После колледжа он даже считался лёгким форвардом, а в ходе участия в тренировочном лагере «Бостон Селтикс» его пытались использовать на позиции атакующего защитника.
Нехватку роста Уоллесу удавалось компенсировать отличной физической формой, которая позволяла ему выигрывать большинство единоборств даже с более крупными соперниками, набирая в среднем 9,6 подборов, 2 блок-шота и 1,3 перехвата за игру на протяжении всей карьеры. Уоллес особенно славился своим умением игры под кольцом, что позволяло его партнёрам по команде более агрессивно действовать в обороне по периметру. В «Детройте» таким образом была организована вся оборона. Хорошая реакция позволяла Уоллесу эффективно защищаться без получения большого количества персональных замечаний, среднее количество фолов за игру (1,9) на протяжении всей его карьеры считается очень низким для игрока его амплуа. По состоянию на 2015 год Уоллес был одним из всего лишь пятерых игроков в истории НБА, за карьеру сделавших больше блок-шотов, чем нарушений. Кроме того, Бена отличала высокая самоотдача — в ответственных матчах он практически всегда был одним из лучших на площадке, в одиночку успешно справляясь с намного более крупными центровыми — такими, как Шакил О’Нил — в обороне и неожиданно успешно подключаясь к атаке, в особенности в сезонах 2003/2004 и 2004/2005 годов, когда он в среднем набирал почти по 10 очков за игру.
Несмотря на такие подключения, игра в нападении была слабым местом для Уоллеса. Его средний результат за карьеру — 5,7 очков и 1,3 передачи за игру — очень скромен. В основном его роль в нападении сводится к нахождению рядом с корзиной для коротких бросков (или слэм-данков) и борьбы за подборы в нападении; хорошо зная о своей слабости, Уоллес почти никогда не бросал по кольцу с расстояния, превышающего четыре фута. За всю игровую карьеру он сделал только 51 трёхочковый бросок, из которых успешными были только семь. Как и большинство крупногабаритных игроков НБА, таких как Шакил О’Нил и Уилт Чемберлен, Уоллес плохо бросал штрафные. Он является обладателем худшего процента реализации штрафных бросков в истории НБА из игроков, сделавших более 1200 попыток — 41,4 % (1109 попаданий при 2679 бросках). Предположительно в такой низкой результативности виновата операция на правой руке, в результате которой было удалено несколько связок, хотя Уоллес жаловался на проблемы, напоминающие синдром запястного канала, ещё до этой операции, играя в «Орландо» . 

## Личная жизнь
Бен Уоллес женат с 2001 года. К этому моменту его роман с будущей женой Чандой продолжался уже длительное время. У Бена и Чанды Уоллес двое сыновей — Бен-младший и Брюс — и дочь Бейли.
В 2011 году Уоллес был арестован по обвинению в вождении в нетрезвом состоянии и ношении оружия. Он был приговорён к году условного срока. Уже после окончания игровой карьеры, в 2014 году, Уоллес был снова арестован после того, как, врезавшись на своём внедорожнике в изгородь и сломав её на протяжении примерно 6 метров, покинул место аварии. Уоллес был приговорён к году тюремного заключения, но после этого судья снизил срок до двух дней, остальную его часть оформив как условное осуждение.
В интервью Уоллес рассказывал, что является большим фанатом профессионального рестлинга. Среди его любимых рестлеров — Дуэйн Джонсон (Скала), Стив Остин (Ледяная Глыба), Джон Сина, Андре Гигант, Большой Джон Стадд и Халк Хоган. Уоллес увлекается коллекционированием моделей автомобилей на дистанционном управлении. Его любовь к управляемым моделям корнями уходит в детство, когда он починил сломанную модель, принадлежавшему одному из его старших братьев. Летом 2007 года сам Уоллес оценивал размер своей коллекции в 130—150 автомобилей. Уоллес также занимается благотворительностью: часть заработанных им за время выступлений денег была потрачена на строительство баскетбольного комплекса в Ричмонде (Виргиния).

## Достижения
Статистика приводится по интернет-сайту Basketball-reference.com.
- Чемпион НБА: 2003/2004
- 4 раза участвовал в матче всех звёзд НБА: 2003, 2004, 2005, 2006
- 4 раза становился лучшим оборонительным игроком НБА: 2002, 2003, 2005, 2006
- 6 раз был включён в команду звёзд защиты НБА:

- в первую команду: 2002, 2003, 2004, 2005, 2006
- во вторую команду: 2007

- 5 раз включался в сборную звёзд НБА:

- во вторую команду: 2003, 2004, 2006
- в третью команду: 2002, 2005

- 2 раза становился лучшим в сезоне НБА по среднему показателю подборов за игру: 2002 (13.0), 2003 (15.4)
- 2 раза становился лучшим в сезоне НБА по общему количеству подборов: 2001 (1052), 2003 (1026)
- 1 раз становился лучшим в сезоне НБА по общему количеству подборов в защите: 2001 (749)
- 2 раза становился лучшим в сезоне НБА по общему количеству подборов в нападении: 2003 (293), 2006 (301)
- 1 раз становился лучшим в сезоне НБА по среднему показателю блок-шотов за игру: 2002 (3.5)
- 1 раз становился лучшим в сезоне НБА по общему количеству блок-шотов: 2002 (278)
- 5 раз в период с 2002 по 2004 год признавался игроком недели в НБА, 1 раз признан игроком месяца в НБА (февраль 2004)

### Рекорды и достижения в НБА
- Единственный игрок в истории НБА, делавший 1000 подборов, 100 блок-шотов и 100 перехватов в 4 сезонах подряд (2001—2004)[47]
- Один из трёх игроков в истории НБА, делавших не менее 150 блок-шотов и 100 перехватов в 7 подряд сезонах (2001—2007) (двое других — Хаким Оладжьювон и Дэвид Робинсон)[47]
- Один из пяти игроков в истории НБА, которые стали лучшими в одном и том же сезоне по среднему показателю подборов и блок-шотов (четверо других — Карим Абдул-Джаббар, Билл Уолтон, Хаким Оладжьювон и Дуайт Ховард)[47]
- Первый игрок, пришедший в НБА вне драфта, которого выбрали для участия в матче всех звёзд НБА в стартовой пятёрке[10]
- Единственный в истории НБА игрок, не выбранный в драфте и набравший 10 тысяч подборов за карьеру[60]
- Один из двух игроков в истории НБА, которые получали звание лучшего оборонительного игрока 4 раза (после Дикембе Мутомбо), и первый сделавший это за пять сезонов[41]
- В 2015 году имя Уоллеса было включено в списки Зала спортивной славы Виргинии[61]. В марте 2016 года было объявлено о его включении в списки Зала спортивной славы Мичигана[62], а в декабре того же года он вошёл в число кандидатов на включение в списки Зала славы баскетбола имени Нейсмита[48][63]. Избран в Зал славы баскетбола в 2021 году[64].

### Установленные Уоллесом рекорды «Детройт Пистонс»

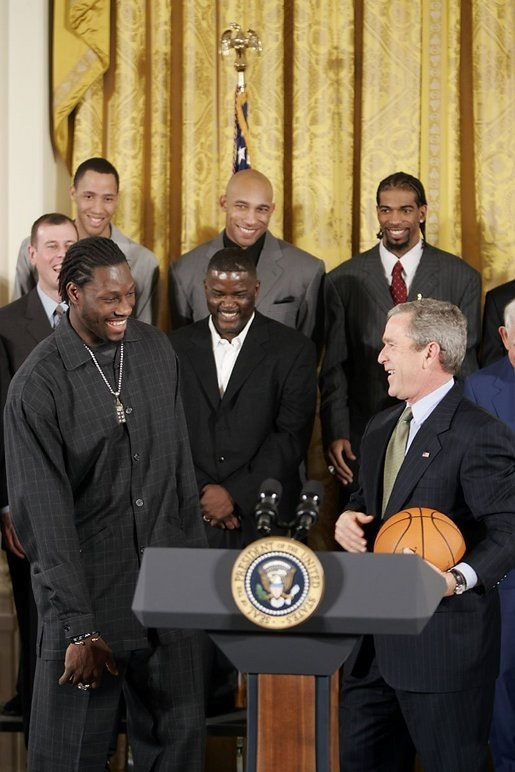
Бен Уоллес вместе с «Пистонс» на встрече с президентом Бушем в 2004 году

Бен Уоллес завершил карьеру в качестве обладателя целого ряда рекордных показателей в истории «Детройт Пистонс» (в одиночку или наравне с другими игроками):
- Наибольшее количество блок-шотов за время выступлений в команде в регулярном сезоне (1486) и в плей-офф (215)[60]
- Наибольшее количество блок-шотов за сезон (278)[65]
- Наибольшее количество блок-шотов за одну игру (10, дважды)[60], за тайм (7)[65] и за четверть (6)[60]
- Наибольшее количество подборов в плей-офф (1237)[60]
- Наибольшее количество подборов под чужим кольцом за тайм (9) и за четверть (7)[66]
- Наибольшее количество подборов под своим кольцом за четверть (10)[60]

В 2016 году клуб «Детройт Пистонс» навечно закрепил за Беном Уоллесом номер 3. Уоллес стал восьмым игроком клуба с навечно закреплённым номером и первым из чемпионского состава 2004 года.

### Другие
- Входил в состав национальной сборной США на чемпионате мира 2002 года.

## Статистика

### Статистика в НБА
| Сезон                                                                                    | Команда   | Регулярный сезон | Регулярный сезон | Регулярный сезон | Регулярный сезон | Регулярный сезон | Регулярный сезон | Регулярный сезон | Регулярный сезон | Регулярный сезон | Регулярный сезон | Регулярный сезон | Серия плей-офф | Серия плей-офф | Серия плей-офф | Серия плей-офф | Серия плей-офф | Серия плей-офф | Серия плей-офф | Серия плей-офф | Серия плей-офф | Серия плей-офф | Серия плей-офф |
| Сезон                                                                                    | Команда   | GP               | GS               | MPG              | FG%              | 3P%              | FT%              | RPG              | APG              | SPG              | BPG              | PPG              | GP             | GS             | MPG            | FG%            | 3P%            | FT%            | RPG            | APG            | SPG            | BPG            | PPG            |
| ---------------------------------------------------------------------------------------- | --------- | ---------------- | ---------------- | ---------------- | ---------------- | ---------------- | ---------------- | ---------------- | ---------------- | ---------------- | ---------------- | ---------------- | -------------- | -------------- | -------------- | -------------- | -------------- | -------------- | -------------- | -------------- | -------------- | -------------- | -------------- |
| 1996/97                                                                                  | Вашингтон | 34               | 0                | 5,8              | 34,8             | -                | 30,0             | 1,7              | 0,1              | 0,2              | 0,3              | 1,1              | Не участвовал  | Не участвовал  | Не участвовал  | Не участвовал  | Не участвовал  | Не участвовал  | Не участвовал  | Не участвовал  | Не участвовал  | Не участвовал  | Не участвовал  |
| 1997/98                                                                                  | Вашингтон | 67               | 16               | 16,8             | 51,8             | -                | 35,7             | 4,8              | 0,3              | 0,9              | 1,1              | 3,1              | Не участвовал  | Не участвовал  | Не участвовал  | Не участвовал  | Не участвовал  | Не участвовал  | Не участвовал  | Не участвовал  | Не участвовал  | Не участвовал  | Не участвовал  |
| 1998/99                                                                                  | Вашингтон | 46               | 16               | 26,8             | 57,8             | -                | 35,6             | 8,3              | 0,4              | 1,1              | 2,0              | 6,0              | Не участвовал  | Не участвовал  | Не участвовал  | Не участвовал  | Не участвовал  | Не участвовал  | Не участвовал  | Не участвовал  | Не участвовал  | Не участвовал  | Не участвовал  |
| 1999/00                                                                                  | Орландо   | 81               | 81               | 24,2             | 50,3             | -                | 47,4             | 8,2              | 0,8              | 0,9              | 1,6              | 4,8              | Не участвовал  | Не участвовал  | Не участвовал  | Не участвовал  | Не участвовал  | Не участвовал  | Не участвовал  | Не участвовал  | Не участвовал  | Не участвовал  | Не участвовал  |
| 2000/01                                                                                  | Детройт   | 80               | 80               | 34,5             | 49,0             | 25,0             | 33,6             | 13,2             | 1,5              | 1,3              | 2,3              | 6,4              | Не участвовал  | Не участвовал  | Не участвовал  | Не участвовал  | Не участвовал  | Не участвовал  | Не участвовал  | Не участвовал  | Не участвовал  | Не участвовал  | Не участвовал  |
| 2001/02                                                                                  | Детройт   | 80               | 80               | 36,5             | 53,1             | 0,0              | 42,3             | 13,0             | 1,4              | 1,7              | 3,5              | 7,6              | 10             | 10             | 40,8           | 47,5           | -              | 43,6           | 16,1           | 1,2            | 1,9            | 2,6            | 7,3            |
| 2002/03                                                                                  | Детройт   | 73               | 73               | 39,3             | 48,1             | 16,7             | 45,0             | 15,4             | 1,6              | 1,4              | 3,2              | 6,9              | 17             | 17             | 42,5           | 48,6           | 0,0            | 44,6           | 16,3           | 1,6            | 2,5            | 3,1            | 8,9            |
| 2003/04                                                                                  | Детройт   | 81               | 81               | 37,6             | 42,1             | 12,5             | 49,0             | 12,4             | 1,7              | 1,8              | 3,0              | 9,5              | 23             | 23             | 40,2           | 45,4           | 0,0            | 42,7           | 14,3           | 1,9            | 1,9            | 2,4            | 10,3           |
| 2004/05                                                                                  | Детройт   | 74               | 74               | 36,1             | 45,3             | 11,1             | 42,8             | 12,2             | 1,7              | 1,4              | 2,4              | 9,7              | 25             | 25             | 39,2           | 48,1           | 0,0            | 46,1           | 11,3           | 1,0            | 1,7            | 2,4            | 10,0           |
| 2005/06                                                                                  | Детройт   | 82               | 82               | 35,2             | 51,0             | 0,0              | 41,6             | 11,3             | 1,9              | 1,8              | 2,2              | 7,3              | 18             | 18             | 35,7           | 46,5           | 0,0            | 27,3           | 10,5           | 1,7            | 1,3            | 1,2            | 4,7            |
| 2006/07                                                                                  | Чикаго    | 77               | 77               | 35,0             | 45,3             | 20,0             | 40,8             | 10,7             | 2,4              | 1,4              | 2,0              | 6,4              | 10             | 10             | 36,9           | 56,6           | 0,0            | 50,0           | 9,5            | 1,4            | 1,5            | 1,7            | 8,7            |
| 2007/08                                                                                  | Чикаго    | 50               | 50               | 32,5             | 37,3             | 0,0              | 42,4             | 8,8              | 1,8              | 1,4              | 1,6              | 5,1              | Не участвовал  | Не участвовал  | Не участвовал  | Не участвовал  | Не участвовал  | Не участвовал  | Не участвовал  | Не участвовал  | Не участвовал  | Не участвовал  | Не участвовал  |
| 2007/08                                                                                  | Кливленд  | 22               | 22               | 26,3             | 45,7             | -                | 43,2             | 7,4              | 0,6              | 0,9              | 1,7              | 4,2              | 13             | 13             | 23,4           | 51,5           | -              | 35,0           | 6,5            | 1,2            | 0,6            | 1,1            | 3,2            |
| 2008/09                                                                                  | Кливленд  | 56               | 53               | 23,5             | 44,5             | -                | 42,2             | 6,5              | 0,8              | 0,9              | 1,3              | 2,9              | 14             | 0              | 12,6           | 61,5           | -              | 0,0            | 2,7            | 0,3            | 0,3            | 0,3            | 1,1            |
| 2009/10                                                                                  | Детройт   | 69               | 67               | 28,6             | 54,1             | 0,0              | 40,6             | 8,7              | 1,5              | 1,2              | 1,2              | 5,5              | Не участвовал  | Не участвовал  | Не участвовал  | Не участвовал  | Не участвовал  | Не участвовал  | Не участвовал  | Не участвовал  | Не участвовал  | Не участвовал  | Не участвовал  |
| 2010/11                                                                                  | Детройт   | 54               | 49               | 22,9             | 45,0             | 50,0             | 33,3             | 6,5              | 1,3              | 1,0              | 1,0              | 2,9              | Не участвовал  | Не участвовал  | Не участвовал  | Не участвовал  | Не участвовал  | Не участвовал  | Не участвовал  | Не участвовал  | Не участвовал  | Не участвовал  | Не участвовал  |
| 2011/12                                                                                  | Детройт   | 62               | 11               | 15,8             | 39,5             | 25,0             | 34,0             | 4,3              | 0,7              | 0,8              | 0,8              | 1,4              | Не участвовал  | Не участвовал  | Не участвовал  | Не участвовал  | Не участвовал  | Не участвовал  | Не участвовал  | Не участвовал  | Не участвовал  | Не участвовал  | Не участвовал  |
|                                                                                          | Всего     | 1088             | 912              | 29,5             | 47,4             | 13,7             | 41,4             | 9,6              | 1,3              | 1,3              | 2,0              | 5,7              | 130            | 116            | 34,8           | 48,2           | 0,0            | 41,8           | 11,2           | 1,3            | 1,5            | 1,9            | 7,2            |
| Наведите курсор мыши на аббревиатуры в заголовке таблицы, чтобы прочесть их расшифровку. |           |                  |                  |                  |                  |                  |                  |                  |                  |                  |                  |                  |                |                |                |                |                |                |                |                |                |                |                |